# Cypripedium californicum
Cypripedium californicum är en orkidéart som beskrevs av Asa Gray. Cypripedium californicum ingår i släktet guckuskor, och familjen orkidéer. Inga underarter finns listade i Catalogue of Life.

## Bildgalleri

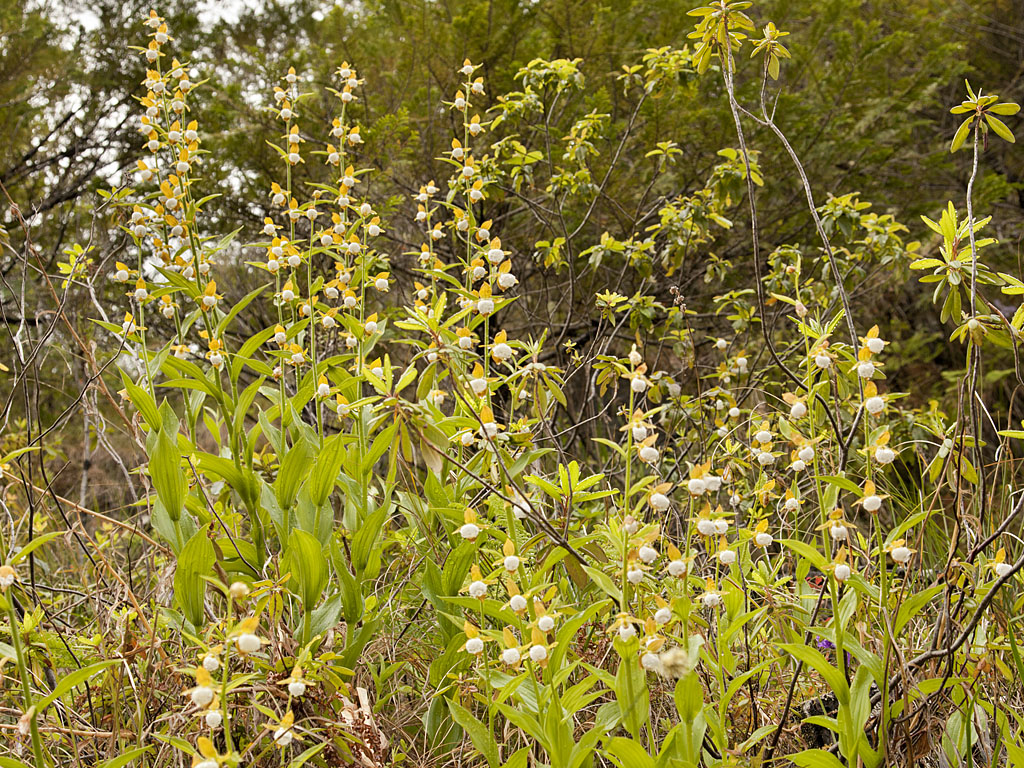
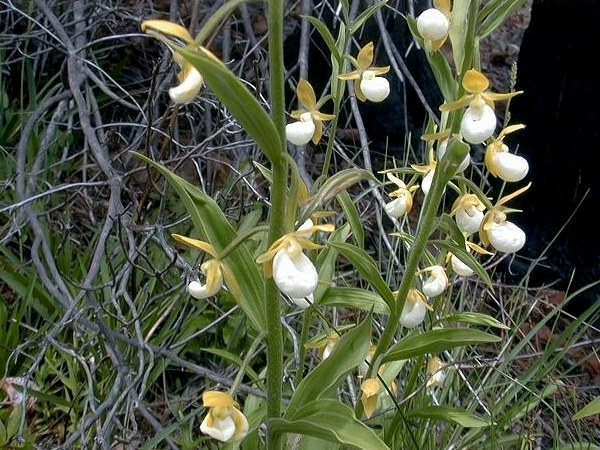
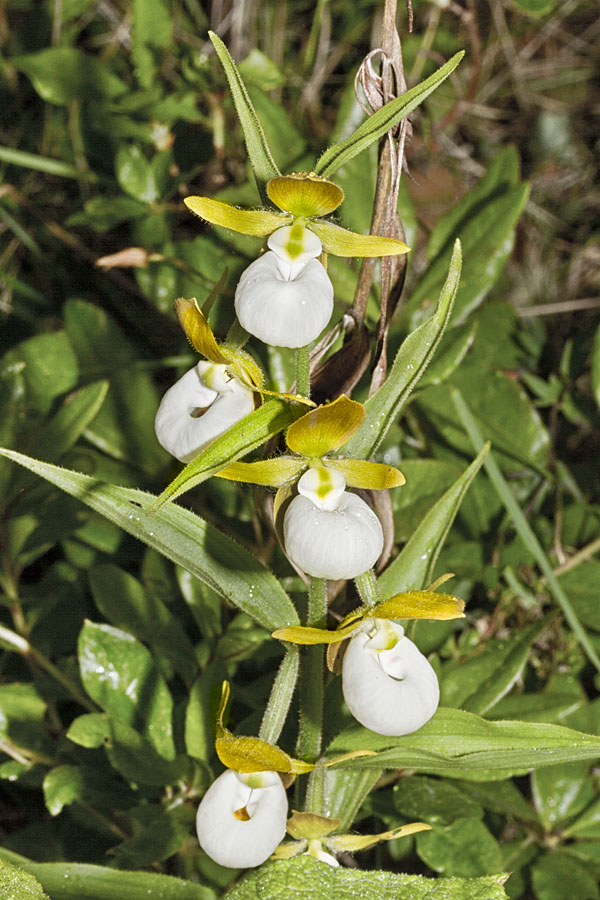
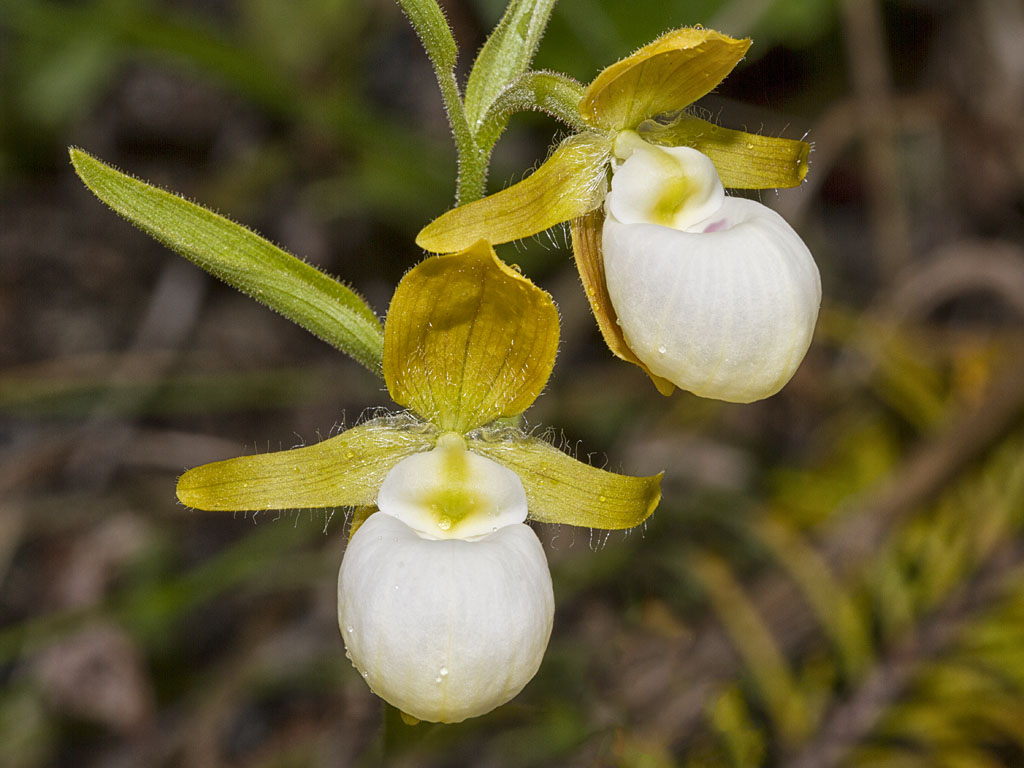
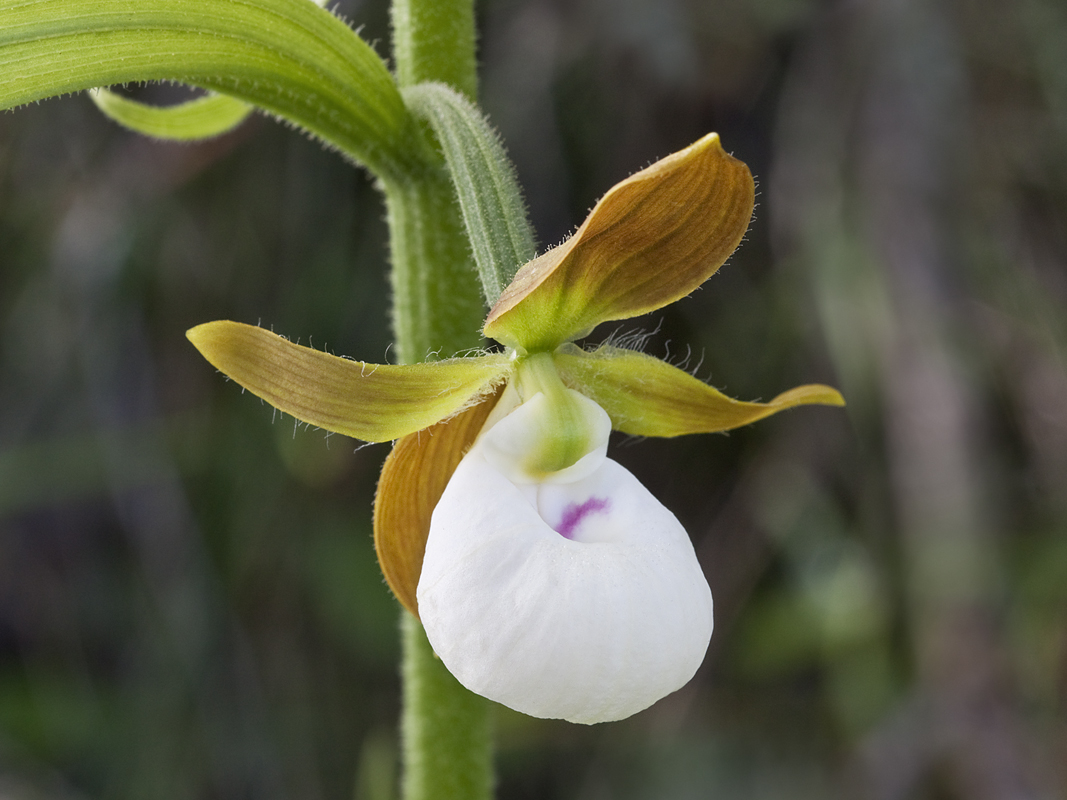